# Halone consolatrix
Halone consolatrix là một loài bướm đêm thuộc phân họ Arctiinae, họ Erebidae.